# HMS Altham
HMS „Altham” (planowana nazwa „Blue Bantam”) – brytyjski kuter trałowy typu Ham. Okręt został nazwany na cześć wsi Altham w Lancashire. „Altham” był wybudowany w stoczni Camper and Nicholson. Był to jedyny jak do tej pory okręt brytyjski noszący nazwę „Altham”.
W 1959 okręt został przekazany Malezyjskiej Marynarki Wojennej, gdzie służył jako „Sri Johore”. Okręt został zezłomowany w 1967.